# David Walker (autocoureur)

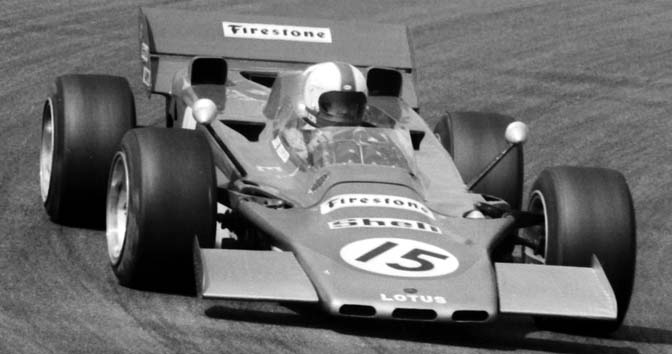
Dave Walker

David Walker (Sydney, 10 juni 1941 – Queensland, 24 mei 2024) was een Australisch autocoureur. Hij nam in 1971 en 1972 deel aan 11 Grands Prix Formule 1 voor het team Lotus, maar scoorde hierin geen WK-punten.
Walker overleed op 24 mei 2024 op 82-jarige leeftijd.